# とべ!くじらのピーク
『とべ!くじらのピーク』は、1991年5月22日に公開された、日本のアニメーション映画。原秀人の童話『くじらにのった少年』を原作としている。

## あらすじ
スペインの海辺に住む少年・カイは、ある日傷ついた子クジラと出会い、「ピーク」と名付けて手当てをした。元気になったピークはカイの遊び相手となったが、サーカスによって連れ去られる。カイはピークを取り戻そうとする。

## キャスト
- カイ : 佐々木典子
- モイト : 伊倉一恵
- お父さん : 若本規夫
- お母さん : 檀ふみ
- おじいさん : 松岡文雄
- マイラ : 横沢啓子
- オデオン : 飯塚昭三
- ボック : 小野健一
- ゴルサ : 青森伸
- その他 : 松尾佳子、広森信吾、斉藤茂、喜多川拓郎、福士秀樹、菊地毅、麻見順子、天野由梨、長島雄一

## スタッフ
- 監督 : 森本晃司
- 絵コンテ : 森本晃司
- 企画 : 米川功真、五十嵐喜美子
- エグゼクティブプロデューサー : 曽我国忠
- プロデューサー : 草野啓二
- 原作 : 原秀人
- 脚本 : 森本晃司、信本敬子
- キャラクターデザイン : うつのみやさとる
- 作画監督 : うつのみやさとる
- 美術監督 : 池畑祐治
- 撮影監督 : 岡崎英夫
- 編集 : 井上和夫
- 音楽 : 苫米地義久
- 録音監督 : 内藤幸恵
- 効果 : 森賢一
- 製作 : クジラ製作委員会1991、日信商事、アーバンプロダクト
- 制作 : アーバンプロダクト